# Szczytna (gmina)
Szczytna est une gmina mixte du powiat de Kłodzko, Basse-Silésie, dans le sud-ouest de la Pologne. Son siège est la ville de Szczytna, qui se situe environ 16 km à l'ouest de Kłodzko, et 90 km au sud-ouest de la capitale régionale Wrocław.
La gmina couvre une superficie de 133,16 km2 pour une population de 7 325 habitants.

## Géographie
La gmina est bordée par les villes de Duszniki-Zdrój et Kudowa-Zdrój, et les gminy de Szczytna. Elle est également frontalière de la République tchèque.